# Ganki
Ganki är en kommun i departementet Kaédi i regionen Gorgol i Mauretanien. Kommunen hade 7 294 invånare år 2013.